# Sortlandsbroen
68°42′23.7″N 015°25′38.5″Ø / 68.706583°N 15.427361°Ø
Sortlandsbrua er en betonbro  som går over Sortlandssundet mellem Langøya og Hinnøya og ligger i Nordland fylke i Norge. Den er en del af riksvej 82 og riksvej 85. Broen er bygget efter frit frembyg-metoden og har en totalængde på 948 meter, med længste spænd 150 meter. Gennemsejlingshøjden er 30 meter, og broen  har i alt 21 spænd. Hovedspændet er funderet på 30 meters vanddybde med sænkekasser.
Sortlandsbroen blev taget i brug den 4. juli 1975, og er en af Vesterålsbroerne. Disse blev opført i 1970'erne som en del af et interkommunalt samarbejde mellem de berørte kommuner i Vesterålen og Statens vegvesen, og gav kommunerne færgefri vejforbindelse. Vesterålsbroerne blev i det væsentligste finansieret med bompenge. 
Sortlandsbroen og de øvrige Vesterålsbroer blev projekteret af firmaet Aas-Jakobsen AS, Oslo.
De øvrige Vesterålsbroer er Andøybroen, Hadselbroen og den noget mindre Kvalsaukan bro. Sammen med Tjeldsundbroen ved Harstad, knytter disse Vesterålen til fastlandet.
Før Sortlandsbroen blev bygget var færgestrækningen mellem Sortland på Langøya og Strand på Hinnøya en af Norges travleste.